# Acianthera aberrans
Acianthera aberrans là một loài thực vật có hoa trong họ Lan. Loài này được (Luer) Pupulin & Bogarín mô tả khoa học đầu tiên năm 2008.